# 衝浪季節2：波浪狂熱
《衝浪季節2：波浪狂熱》（英語：Surf's Up 2: WaveMania），索尼動畫製作，由Henry Yu執導的動畫電影。為《衝浪季節》的續作。

## 劇情
衝浪夢幻隊五壯士到來，讓酷弟和他的好友們再次面臨衝浪考驗，並讓他們在前往全世界傳奇衝浪聖地朝聖時，學到了團隊合作的精神，真正的英雄，不是玩命似地挑戰巨浪，而是能夠擔起自己的責任。

## 配音員
| 配音                   | 配音   | 角色                                                |
| 美國                   | 台灣   | 角色                                                |
| ---------------------- | ------ | --------------------------------------------------- |
| 杰里米·沙达            | 賀宇傑 | 麥酷弟（Cody Maverick），跳岩企鵝（北凤头黄眉企鹅） |
| 瑪麗莎·斯托姆          | 錢欣郁 | 藍妮妮（Lani Aliikai），巴布亞企鵝                  |
| 喬恩·海德              |        | 焦麻雞（Chicken Joe），鸡（來自威斯康辛州）         |
| 狄爾里奇·巴德          | 汪世瑋 | 坦克（Tank "The Shredder" Evans），國王企鵝         |
| 約翰·希南              |        | JC（J.C）                                           |
| 送葬者                 |        | 送葬者（Undertaker）                                |
| Triple H               | 林谷珍 | 獵人（Hunter）                                      |
| 霈橘                   | 李明幸 | 佩姬（Paige），海鸚                                 |
| 文斯·麥馬漢            |        | 麥馬漢先生（Mr. McMahon），水獺                     |
| 麥可·柯爾              |        | 海螺殼（Seagull）                                   |
| 佐伊·露露              |        | 凱特（Kate）                                        |
| 迪克蘭·卡爾特          | 錢欣郁 | 阿諾（Arnold）                                      |
| 詹姆士·派崔克·斯圖爾特 | 林谷珍 | 記者（Interviewer）                                 |
| 詹姆士·派崔克·斯圖爾特 | 賀宇傑 | 主持人（Announcer）                                 |

## 評價
常識媒體给电影戏三星（满分五星）的评价。

## 外部連結
- 互联网电影数据库（IMDb）上《衝浪季節2：波浪狂熱》的资料（英文）